# Heupdysplasie

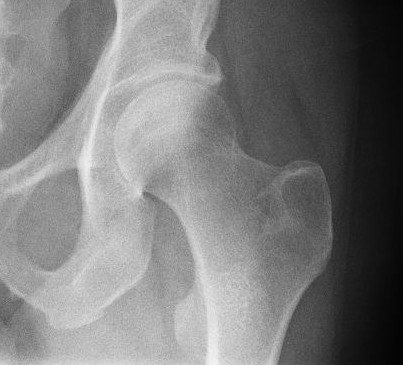
Een röntgenfoto van een gezonde heup

Heupdysplasie (zuigelingenheup, congenitale heupdysplasie (CHD) en heupluxatie (CHL)) is de meest voorkomende aangeboren afwijking in Europa en wordt veroorzaakt door een, meestal aangeboren, onvoldoende ontwikkeling van het heupgewricht. Het acetabulum (heupkom of pandak), dat het komvormige gedeelte van het bekken vormt, is (nog) te plat, waardoor het bovenste deel van het dijbeen (heupkop of femurkop) onvoldoende wordt vastgehouden in het acetabulum. Dysplasie is een woord dat afgeleid is van het Griekse dys hetgeen mis of verkeerd betekent en plasie dat vormen betekent, dus misvorming.
In het zwaarste geval kan de heupkop zich geheel buiten de heupkom bevinden (luxatie van de heup)
Deze aandoening komt bij meisjes meer voor dan bij jongens. Het betreft vaker de linkerheup dan de rechterheup. Heupdysplasie treedt in Europa op bij 2 tot 4% van de geboortes. Er kunnen echter grote regionale verschillen optreden, zodat in bepaalde gebieden in Europa het vrij veel voorkomt. In Japan zijn ongeveer 10% van de geboortes betroffen, waarbij in China een heupdysplasie nauwelijks voorkomt.
Indien de aandoening niet of onvoldoende wordt behandeld, kan op latere leeftijd vroegtijdige slijtage van de heup (artrose) optreden.

## Oorzaak
De precieze oorzaak is niet bekend. De aandoening komt ook niet overal evenveel voor. In Azië en Afrika is de aandoening zeldzaam.
Men kan echter wel volgende risicofactoren identificeren:
- De foetus ligt niet juist in de baarmoeder, bijvoorbeeld bij een stuitligging
- Te weinig plaats in de baarmoeder, bijvoorbeeld bij meerlingen of bij te weinig vruchtwater.
- Genetische aanleg. Indien beide ouders een heupdysplasie hadden, ligt de kans, op grond van epidemiologisch onderzoek, bij 36% dat het kind ook een heupdysplasie heeft samen met andere aangeboren afwijkingen, zoals klompvoet, scheefhals of een open rug
- Neurologische of musculaire ziektes

## Diagnosticering
Er bestaan meerdere zienswijzen voor het juiste behandelingsbegin. In Nederland is het gebruikelijk dat de behandeling meer dan drie maanden na de geboorte begint. In Zwitserland bijvoorbeeld wordt met de behandeling zo vroeg mogelijk begonnen.
Nederlandse en Noord-Duitse zichtswijze:

Een instabiele of luxable heup herstelt zich in 90% van de gevallen spontaan in de eerste drie levensmaanden. De kans op overbehandeling is dan ook groot bij kinderen jonger dan drie maanden. Het gebruik van starre spreiders, zoals de Campspreider, mag pas worden gestart op de leeftijd van vier à vijf maanden, om doorbloedingsstoornissen van de heupkop te voorkomen, hetgeen zelfs zou kunnen leiden tot het afsterven van de heupkop (heupkopnecrose).
Zwitserse en Zuid-Duitse zienswijze:
De handeling dient zo vroeg mogelijk worden begonnen, zodat de heupkom zich verder juist kan ontwikkelen. De heup is juist bij heel jonge leeftijd nog vol in ontwikkeling. Het weefsel en de beenderen zijn nog relatief makkelijk, als gevolg van het natuurlijke ontwikkelingsproces, te vormen, waardoor de kans op volledig herstel wordt vergroot. Bij een latere behandeling wordt de kans op mechanische beschadiging van de heup door de behandeling vergroot.
Als de instabiliteit blijft bestaan, zal de heup zich verkeerd ontwikkelen, en zal dat later noodzakelijk tot veel zwaardere correctieve ingrepen leiden en/of tot deformatie van de heup, inclusief de pijn die daarbij kan optreden. Al één jaar na de geboorte zonder behandeling van de dysplasie zal een volledig herstel moeilijk worden.
De volgende diagnosetechnieken worden gebruikt:
- Bijvoorbeeld bij het wisselen van de luier ziet men een ongelijke beenspreiding. Dit wordt veroorzaakt doordat het lichaam de beschadigde heup ontziet. Aan de kant van de dysplasie zijn de spieren meer aangespannen. Het betreft hier de adductoren, de spieren aan de binnenkant van het dijbeen.
- Wanneer de baby ligt, ziet men ongelijke huidplooien. Het betreffende been lijkt ten opzichte van het gezonde been verkort. Indien beide heupen van een dysplasie betroffen zijn, ziet men mogelijk geen verschil.
- Het been dat betroffen is, wordt minder bewogen. Dit is vooral direct na de geboorte te zien. Bij net lopende kinderen, kan men de dysplasie opmerken, doordat het kind wankelend of hinkend loopt.
- Een stabiliteitsonderzoek in de eerste dagen na de geboorte (naar Ortolani). Beide knieën van het op de rug liggende kind worden in een haakse hoek gebogen. De arts betast met zijn vingers de heup. Aansluitend worden de benen behoedzaam richting de heup geschoven. Bij een instabiele heup zal de heupkop uit de heupkom schuiven, naar achteren en naar boven in de richting van de rug. De arts voelt dit onder zijn vingers gebeuren. Aansluitend worden de benen van het kind langzaam gespreid. Bij deze beweging zal de heupkop weer in de heupkom terugkeren, wat gepaard gaat met een snap-geluid onder de vingers van de arts. Deze onderzoeksmethode kan echter de heupkop beschadigen.
- Met echografie kan, al direct na de geboorte, een ernstigere afwijking of een heupluxatie snel worden gezien. In bepaalde landen wordt dit onderzoek na elke geboorte uitgevoerd.
- Kleinere afwijkingen kunnen beter opgespoord worden met een röntgenfoto, soms samen met een contraststof. Het röntgenonderzoek kan pas plaatsvinden 5 tot 6 maanden na de geboorte, omdat het kraakbeen eerst tot bot moet worden omgevormd voordat de dysplasie op de foto kan worden gezien.
- Een MRI-scan laat de dysplasie ook zien. MRI wordt eerder gebruikt voor het controleren van de positie van de heup na de corrigerende behandeling (bijvoorbeeld wanneer het gips is aangelegd).
- Een CT-scan wordt ook toegepast. Deze diagnosetechniek heeft als voordeel ten opzichte van de röntgentechniek dat zacht weefsel onzichtbaar blijft.

## Zwaartegraad

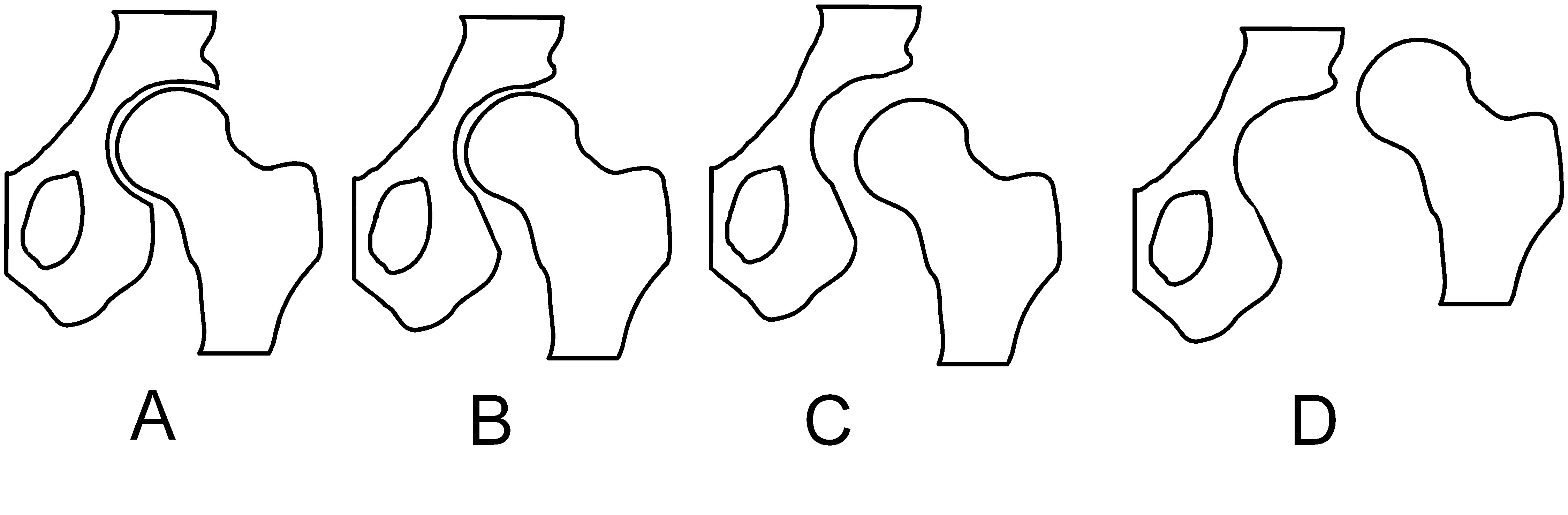
A) gezonde heup B) dysplasie C) subluxatie D) luxatie

Er worden drie zwaartegraden vastgesteld:
1. dysplasie, meestal is de heupkom te stijf of te steil, zodat de heupkop niet perfect in de kom ligt. De heup is door manipulatie luxeerbaar.
2. subluxatie, de heupkop is slechts gedeeltelijk binnen de heupkom
3. luxatie, de heupkop ligt volledig buiten de heupkom

De informatie uit de volgende tabel wordt ook gehanteerd ter beoordeling van de resultaten van de "echo" (Dr. Graf):
| type                                                                      | alfa-hoek | bèta-hoek | therapie                                                                           |
| ------------------------------------------------------------------------- | --------- | --------- | ---------------------------------------------------------------------------------- |
| Ia normaal ontwikkelde heup                                               | > 60°     | < 55°     | geen                                                                               |
| Ib normaal ontwikkelde heup normaal, maar nog niet uitontwikkelde heup    | > 60°     | > 55°     | geen, maar wel controle                                                            |
| II Beginnende (fysiologische) afwijkende botrijping, (dysplasie)          |           |           |                                                                                    |
| IIa (+) leeftijdsafhankelijk                                              | 50° - 59° | > 55°     | geen therapie, maar controle nodig                                                 |
| IIa (-) (tot de 3e geboortemaand) met een ontwikkelingdeficit (dysplasie) | 50° - 59° | > 55°     | controle in bepaalde gevallen, meestal een spreidbehandeling                       |
| IIb (na de 3e geboortemaand) "echt" ontwikkelingsdeficit                  | 50° - 59° | 55° - 70° | beenspreiding                                                                      |
| IIc (elke leeftijd) heup is luxeerbaar                                    | 43° - 49° | 70° - 77° | directe therapie met spreidbroek of spreidbeugel (wordt onbehandeld slechter)      |
| IId (elke leeftijd) heup luxeert                                          | 43° - 49° | > 77°     | directe therapie, verzekerde immobilisatie nodig (bijvoorbeeld gips)               |
| gesubluxeerd gewricht                                                     |           |           |                                                                                    |
| IIIa (zonder verstoorde structuur aan het kraakbeen)                      | < 43°     | > 77°     | direct therapie, ziekenhuisopname, zetten van de heup, immobilisatie met gips      |
| IIIb (met verstoorde structuur aan het kraakbeen)                         | < 43°     | > 77°     | zie IIIa, precieze zetten van de kop in het gewricht nodig, immobilisatie met gips |
| gewricht met hoge mate van luxatie                                        |           |           |                                                                                    |
| IV                                                                        | < 43°     | > 77°     | direct therapie, ziekenhuisopname, zetten van de heup, immobilisatie met gips      |

De alfahoek en de bètahoek worden verkregen door metingen van twee met echografie verkregen foto's.
Er zijn nog andere beoordelingsmethoden voor het beoordelen van Röntgenfoto's zoals de heupkommeting naar Hilgenreiner (AC-meting, AC staat voor acetabulum), de heupkommeting naar Idelberger en Frank (ACM-meting), centrum-hoekmeting naar Wiberg (CE-meting, CE staat voor centre-edge), de heupkommeting naar Lequesne en de Sèze (VCA-meting) en de heupkomopeningsmeting naar Ullman en Sharp.

## Behandeling
Bij een lichte dysplasie (luxeerbare heup) is de kans op herstel, zonder een behandeling, 80 tot 90%.
De behandeling van een heupdysplasie berust op het spreiden van de benen, waardoor de heupkop optimaal in de heupkom wordt gepositioneerd. Indien de behandeling voor het eerste jaar gebeurt, wordt het lichaamseigen ontwikkelingsproces van de heup, dat nog volop loopt na de geboorte, ondersteund.
Breed luieren en een Frejka kussen zijn inmiddels verlaten behandelingen, omdat die onvoldoende effectief zijn gebleken.

### Ideaalspreider
De ideaalspreider wordt samengesteld uit twee schuimrubber banden die om de bovenbenen worden geslagen en ze zo in een gespreide houding dwingen. De banden worden met een katoenen en schuimrubbere borstband, die over de schouders lopen, op zijn plaats gehouden. De benen kunnen nog een beetje worden bewogen.

### Beckerspreider
Dit is een broekje van plastic met een inleg van schuimrubber, dat de benen in een gespreide houding dwingt. Het wordt over de kleren gedragen en is met banden aan het bovenlichaam bevestigd.

### Pavlik-bandage

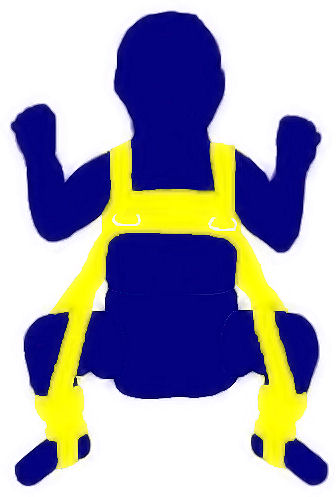
Pavlik-bandage

De Pavlik-bandage houdt de benen gespreid, door de voeten omhoog te trekken. Een voetmanchet wordt verbonden met een tuigje dat rond het bovenlichaam van het kind wordt gebonden.

### Campspreider
De benen wordt gespreid gehouden door een stalen verbinding tussen twee manchetten die rond het dijbeen zijn aangebracht. Dit geheel is verbonden met een kunststof rugdeel met buikband. Door de stalen verbinding wordt de spreidstand relatief sterk geïmmobiliseerd.

### Spreidbeugel (dr. Visserspreider)
De spreidbeugel is afgeleid van de campspreider, het dijbeenmanchet is echter met een scharniertje met het rugdeel verbonden. Hierdoor hebben de benen nog een beetje bewegingsvrijheid.

### Tractie

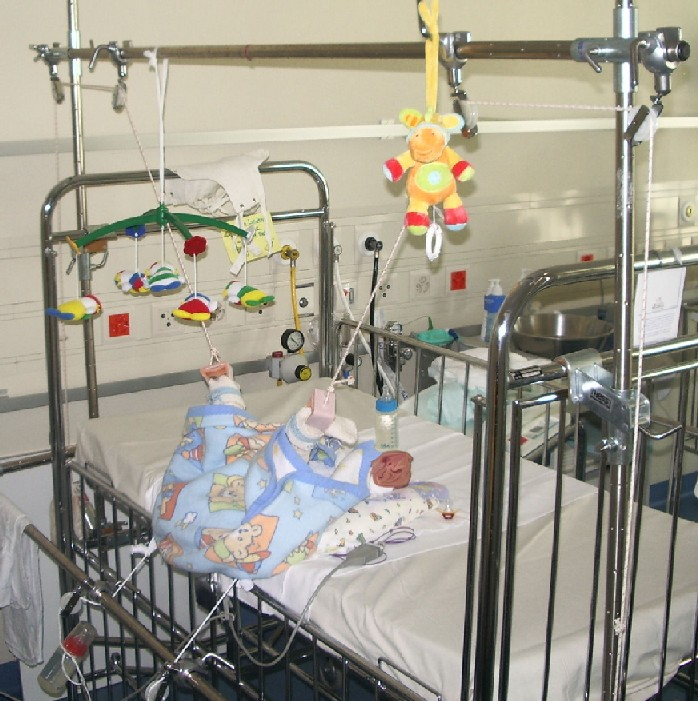
Foto van een tractiebehandeling

Tractie is een tegenwoordig zeldzaam uitgevoerde behandeling die bedoeld is om de heupkop te reponeren in de heupkom en volgt meestal op de vaststelling van een subluxatie of een luxatie.
De benen van de baby worden met touwen, die verticaal weglopen, met behulp van een katrolmechanisme met gewichten verbonden. De benen worden in een haakse hoek met het lichaam gehouden. Het kind ligt op de rug en het lichaam wordt in deze positie gefixeerd. De verkorte spieren van het heupgewricht worden door de gewichten voorzichtig opgerekt. Met regelmatige tussenpozen worden de katrollen uit elkaar bewogen. Hierdoor worden de benen steeds meer van elkaar gespreid. Deze behandeling kan zes dagen tot enkele weken in beslag nemen.
De behandeling is over het algemeen pijnloos. De verzorging van de baby wordt er echter wel door bemoeilijkt. Door de positie van de baby dient extra aandacht gegeven te worden aan het functioneren van de ontlasting. Melk dient op een voorzichtige wijze te worden gegeven, omdat het ontsnappen van lucht (boertje) na het flesje door de liggende positie bemoeilijkt is. Er kunnen storingen optreden in de bloedcirculatie in de benen, waardoor het controleren van de beweeglijkheid, temperatuur en kleur van de tenen noodzakelijk is.
Het resultaat van de behandeling kan door een MRI-scan of een röntgenfoto met contrastvloeistof worden vastgesteld.
Als is vastgesteld dat de heupkop weer in de kom is gebracht volgt een nabehandeling met een gipsbroek doorgaans gedurende 2-3 maanden.

### Gipsbroek
Een gipsbroek volgt meestal op de tractie. Voor een gipsbroek wordt gekozen, indien de mate van luxatie groot is. Het gips zorgt ervoor dat de door de tractie gereponeerde heupkop in de heupkom wordt geïmmobiliseerd.
De gipsbroek wordt onder volledige narcose van het kind aangebracht. Het dragen van de gipsbroek duurt zes weken tot drie maanden, waarbij meestal het gips, vanwege de groei van de baby, een of meerdere keren wordt vervangen.
De grootste uitdaging van een gipsbroek is de hygiëne: het voorkomen van het ophopen van ontlasting en urine onder het gips. Normale luiers kunnen niet worden gebruikt zonder deze aan te passen. Tijdens deze periode dient de bloedcirculatie goed te worden gecontroleerd, omdat door de snelle groei van de baby de benen geklemd kunnen worden. Een risico van de behandeling is het ontstaan van drukplekken.
Een gipsbroek kan ook worden toegepast bij baby's/kinderen wanneer zij een gebroken dijbeen hebben. Alleen wordt dan niet de beide benen in het gips gezet, maar een been geheel en het andere tot de helft die door middel van een stok op de plaats worden gehouden

### Operatie
Een operatie is slechts zelden nodig. De normale behandeling met het spreiden van de benen is meestal afdoende. Indien de normale behandeling niet tot resultaat heeft geleid, bijvoorbeeld bij kinderen op iets oudere leeftijd, of de heupdysplasie is ontstaan als gevolg van een andere ziekte, is een operatie noodzakelijk.
Indien de persoon nog groeit, is een operatie erop gericht om de natuurlijke toestand (anatomie) van het heupgewricht weer te herstellen, zonder daarbij de groeizones aan te tasten. Eveneens wordt de heupkop vast gepositioneerd in de heupkom.
De volgende operaties worden toegepast:
Kinderen
- Open repositie. Deze operatie houdt in dat de heupkop door een operatie in de kom wordt gebracht. Soms wordt die gecombineerd met een femurosteotomie of een bekkenosteotomie. De kinderorthopeed gaat over tot deze ingreep als met de normale spreid behandeling of zelfs met tractie de geluxeerde heup niet in de kom is te brengen. De nabehandeling bestaat uit een gipsbroek.
- Femur-osteotomie (intertrochantere osteotomie). Het doel van deze operatie is eveneens het beter bedekken van de heupkop, maar in tegenstelling tot Ganz-osteotomie wordt hierbij de heupkop van het bot losgemaakt, opnieuw gepositioneerd en daarna weer met het bot verbonden.
- Bekkenosteotomie. Er zijn verschillende varianten van deze operatie: Chiari, Salter, Pemberton, Dega zijn de bekendste. Het doel is om de kom beter over de kop te draaien, zodat het gewicht dragende contactvlak tussen heupkop en -kom vergroot wordt. Zo wordt de heup stabiel gemaakt en kan hij niet meer uit de kom gaan. Een tweede, niet minder belangrijk, doel van het vergroten van het contactvlak is het verminderen op de kans van heupslijtage op jonge leeftijd.

Volwassenen
- Pandakplastiek. Bij deze operatie wordt de, door de heupdysplasie, te platte heupkom vergroot door het aanbrengen van een extra stuk bot. Door het vergrote contact tussen heupkom en heupkop staat er minder spanning op het kraakbeen, zodat de kans op slijtage vermindert.
- Bekken-osteotomie, zoals Triple, Steel en de modernere Ganz-osteotomie. Bij deze operatie wordt de stand van de heupkom veranderd, zodat de heupkop beter bedekt wordt. Hierbij wordt de heupkom van het bekken losgemaakt, opnieuw gepositioneerd en daarna weer met het bekken verbonden. Deze operatie kan bij mensen ouder dan 14 jaar worden doorgevoerd.

## Risico's van de behandeling
Elke behandeling houdt risico's voor beschadiging van de heupkop in. Dit aspect zou voor de keuze van de behandeling en het tijdstip van de start van de behandeling door artsen en ouders moeten worden meegewogen. Door de snelle groei bij jonge kinderen en baby's gelden voor deze leeftijdsgroepen bijzondere gevaren. Het helingsproces moet bij elke van de boven beschreven behandelingen goed worden gevolgd, zodat een regelmatig artsbezoek noodzakelijk is. Het aanwenden van veel kracht om de heupkop te plaatsen in de heupkom kan leiden tot beschadiging van de heupkop of de bloedverzorging of zelfs het afsterven van de heupkop (heupkopnecrose).
Bovendien worden volgende risico's genoemd: bloedingen, infecties, beschadiging van de zenuwen, beschadiging van de bloedvaten, doorlig- of drukplekken.

## Fysiotherapie
Fysiotherapie wordt toegepast om de spieren rondom het heupgewricht te versterken, zodat het gewricht kan worden gestabiliseerd. De fysiotherapie kan bij een lichte behandelingssoort, zoals breed-wikkelen en de behandelingstypen waarbij de benen nog vrij goed kunnen worden bewogen, worden ingezet als ondersteuning bij de behandeling.
Bij de behandelingssoorten waarbij de benen worden geïmmobiliseerd wordt fysiotherapie toegepast ná de spreidbehandeling om het verlies aan lengte van spieren en banden en de iets verminderde beweeglijkheid van het gewricht weer te corrigeren.

## Hulpmiddelen
Door de gespreide stand van de benen, zijn bijzondere hulpmiddelen nodig. Er zijn speciale kinderwagens te verkrijgen, evenals een speciaal kinderzitje voor in de auto. Een Maxi-Cosi kan door een inlegplaat worden verhoogd, maar daarbij gaat wel een stuk zekerheid verloren.